# Andretta
Andretta es uno de los 119 municipios o comunas ("comune" en italiano) de la provincia de Avellino, en la región de Campania. Con cerca de 2.188 habitantes, según censo de 2005, se extiende por un área de 43,61 km², teniendo una densidad de población de 50,17 hab/km². Hace frontera con los municipios de Bisaccia, Cairano, Calitri, Conza della Campania, Guardia Lombardi, Morra De Sanctis
Situada en lo alto de una colina en los Apeninos, domina el valle del río Ofanto.
Se han encontrado yacimientos de la Edad de Bronce (1000 AC), además de asentamientos samnitas y romanos. La primera mención histórica data 1124. 

## Demografía
| Gráfica de evolución demográfica de Andretta entre 1861 y 2001 |
|                                                                |
| Fuente ISTAT - elaboración gráfica de Wikipedia                |

## Ciudades hermanadas
Andretta está hermanada con:
- Ramapo, Estados Unidos de América